# Esteve d'Alvèrnia
Esteve d'Alvèrnia fou un magnat notable d'Aquitània, vescomte i comte usurpador d'Alvèrnia.
Es va fer famós pel seu afer amb la filla de Ramon I de Tolosa que fou jutjat al concili de Thusi: Ramon I de Tolosa va donar una filla en matrimoni al vescomte Esteve que després de tenir-la com a promesa va refusar casar-s'hi amb l'excusa que havia tingut relacions amb una parenta propera de la dama no identificada; Ramon va fer tot el possible per obligar-lo a complir la promesa, inútilment, al·legant els consells del seu confessor que considerava que si es casava cometria incest; en el temps del conflicte (858-859?) es va veure embolicat en les desgràcies del rei contra el que s'hauria revoltat per després tornar al seu costat el 859.
Ramon el va convocar a dues assemblees a les que va evitar comparèixer; finalment va haver de consentir per salvar la vida, li va donar el dot i la va reconèixer públicament com la seva esposa però no va consumar el matrimoni, el que va obligar a Ramon a portar-lo al concili de Thusi; legalment el comte de Tolosa (amb Pallars i Ribagorça), Roergue, Llemotges, Carcí, Carcassona i Rasès, va portar al concili a la seva filla, ja que no tenia autoritat sobre Esteve, però els bisbes van decidir admetre el tràmit i cridar a aquest darrer, per la repercussió que tenia pel regne tot l'afer que anava de boca en boca.
Esteve era llavors al seguici reial i va haver de comparèixer al concili, al·legant pel seu incompliment en el casament les relacions amb una parenta propera de la dona i els consells del seu confessor i va oferir provar la veracitat dels fets. La ponència es va encarregar a Hincmar arquebisbe de Reims, que per raons teològiques i jurídiques va determinar que el matrimoni no es podia consumar per no cometre incest i que per tant si no estava consumat no hi havia matrimoni real i quedava dissolt. Esteve perdia la dot entregada i era condemnat a una penitència però complerta aquesta podria casar-se, i va quedar dispensat de donar el nom de la parenta; el concili va exhortar a la pau entre les dues famílies i a no cometre actes irresponsables.
La filla va tornar amb el seu pare i potser més tard es va casar a un Llop comte de Bigorra. Esteve havia de comparèixer a l'assemblea general del regne d'Aquitània per ratificar el judici però va evitar anar-hi.
El 862 Carles el Calb va planejar espoliar a Carles de Provença, fill de Lotari I. Molts nobles es giraren contra Carles i entre ells Humfrid de Septimània i Gòtia i Esteve d'Alvèrnia. Provença, sota la direcció del regent Gerard del Rosselló va fer front a l'intent annexionista. Esteve va aconsellar a Carles l'Infant d'Aquitània, a la revoltà a la que s'havia unit el seu germà gran Lluís (després LLuís Ii de França). Tot el sud s'escapà del control de Carles el Calb.
El 863 Humfrid marquès de Gòtia ocupà Tolosa, Pallars i Ribagorça i el comte Raimon, fidel al rei, va morir en la lluita (864?). Al mateix temps, Esteve, conseller d'Aquitània, en un cop de mà, expulsà al comte Bernat d'Alvèrnia i usurpa el poder als seus dominis. Carles el Calb va fer ocupar per les tropes els honors borgonyons de Humfrid i Esteve, al mateix temps que, amb la mediació del Papa, Carles l'Infant es va sotmetre al seu pare (precisament a Nevers, domini familiar d'Esteve) i el regne d'Aquitània fou dissolt. Degue ser el 863 quan el papa Nicolau I li va escriure una carta exigint-li la seva presència a l'assemblea i s'esmenta que Esteve estava tanmateix acusat d'expulsar l'arquebisbe de Clarmont d'Alvèrnia Estabilis, i posar al seu lloc un intrús; el resultat de l'assemblea del regne, si és que es va fer i hi va anar, es desconeix.
El mateix 863 els normands, rebutjats al Loira per Robert el Fort, van marxar cap a Aquitània, van arribar a Saintes, on el comte Turpion d'Angulema va morir a l'assalt de la seva capital (4 d'octubre del 863) i assolaren la regió de Poitou, Perigoux i Llemotges. El 864 arribaren a Alvèrnia on, a Clarmont d'Alvèrnia, estava Esteve. Assetjat a aquesta ciutat va morir en combat.
De Esteve se sap pels Annals Bertinians que era fill d'un senyor anomenat Hug. Els Annals esmenten que va morir en combat contra els normands el 864. Alguns historiadors veuen en la seva actitud un clar signe d'homosexualitat emparat en discutides interpretacions religioses.

## Nota
1. ↑  De Ramon de Tolosa només s'esmenta aquesta filla però no se sap si era l'única